# 九八式五糎投擲機
九八式投擲機（きゅうはちしきとうてきき）とは、大日本帝国陸軍が使用した工兵機材の一種で、爆薬を投射することを目的とした。実戦では工兵部隊により、迫撃砲のように運用された。

## 概要
この投擲機は、投擲爆裂缶、同破壊筒、同発煙筒を投擲するための道具であった。鉄条網などの障害物を破壊するための工兵機材で、九九式破壊筒を投射用に改造した羽根付き破壊筒と柄付き爆薬（爆裂缶）の投射も可能である。柄付き爆薬（爆裂缶）は、突撃直前の敵の制圧に使用された。
本機は、筒、基板、距離変換具、止杭、属品などから構成され、全重量は84.2kgにもなり、二つの箱に分解収納された。運搬は駄載または車載を用いる。馬匹では1機、輜重車では2基、自動貨車では20機を運んだ。筒は筒身、筒底、脚、点火紐甲・乙から構成される。この筒は基板にある筒底軸受にはめ込まれて結合され、さらに脚により基板と筒を結合する。基板は長さ80cm、幅35cmで、固定は長さ55cmの止め杭を基板の四隅に打ち込んだ。距離変換具は筒身の前端に取り付けられている。この装置は射程を決めるための装置であり、標尺を伸縮させることで、筒身の中に差し込まれる投擲物の柄桿の長さを調節した。この推進長の調節と、放射薬量の調整も加えて投擲距離を規正した。付属品は手入れ用具や投擲作業に用いる道具が用意された。これは洗桿、手入れ棒、薬斗、ペンチ、垂球、筒口覆、工具袋、火具箱、薬嚢箱、ネジ回しなどである。
投擲実施手順は、
1. 放射薬の装入。
2. 投擲物の安全栓を外す。
3. 投擲物の装填。
4. 点火マッチを取り付け、点火。

点火マッチはファイバー製の筒内部に摩擦発火機構と点火剤を封入し、引き糸を引き抜くと発火する。筒長さ31mm、幅5mm。50個が1箱に装備された。長さ約3mの点火紐甲は、筒身の点火孔に差し込まれた点火マッチを点火させるものである。長さ50cmの点火紐乙は、発射時に投擲物の点火管に掛け、発火させる。
放射薬は絹布袋に薬斗を用いて小粒薬をそそぎいれ、絹糸で閉じたものであり、2種類が用意された。形状は円筒形である。寸法重量は重量25g、長さ75mmのものと重量35g、長さ85mmがある。これらは薬嚢箱に収容され、発射時に組み合わせて使用した。点火には点火マッチを点火孔へ直接挿入する。羽付破壊筒には管体抗力の関係上、薬量50gまで、爆裂缶に対しては木製の柄を破壊しない為、薬量100gまでの使用制限があった。筒本体の使用制限は薬量120gである。
発射後には一発ごとに洗桿で筒身内部の手入れをした。水を用いるときは丁寧に拭き取ることが必要だった。小粒薬が湿ると投擲物が不発、最悪の場合投擲機の目前に落ちるなどという事態が発生した。
砲身が過熱すると不時発火を起こした。また発射に際し、点火紐乙を投擲物の発火紐に掛けるが、このとき引き糸を強く引くと暴発する危険性があった。

## 開発
1929年（昭和4年）6月1日に陸密第一六〇号技本第二部管掌兵器研究方針に基づいて研究開始された。1932年（昭和7年）4月、開発開始。8月には圧縮空気によって投擲物を発射するものが試作されたが、性能を満たさず失敗した。同年12月、今度は回転による遠心力で投擲物を投げる、手動回転式の投擲機を試作した。これは重量1kgの物量を120mから150m投擲したが、この方式では性能を満たすことは難しく、方式そのものが放棄された。1934年（昭和9年）6月、さらに圧縮空気式の投擲機を試作、12月にも改修を施して試験したが性能不足であった。1935年（昭和10年）9月、圧縮空気使用の第二次試製品を千葉県富津射場で試験したが、投擲距離と射出速度をより向上させる必要があることが分かった。この後の研究により、重量数kgの物量を300m投擲するには放射薬によって投擲するほかに方法はないことが結論された。
放射薬を使用する試作品は1938年（昭和13年）1月に完成し、3月に富津射場で試験した。弾道性能は初期の目的を達したが、機能と耐久性に改修点が見つかった。1938年4月、改修完了し富津射場で試験し、弾道性能良好で筒身の耐久能力は十分だったが、一部改修点が見つかる。1938年5月、改修のうえ八柱演習場で実用試験を行い、一部改修点はあるが、工兵用機材として適当であることが確認された。1938年6月、改修点をもとに新規に投擲機を試作して試験をおこない、成績は良好だった。
1938年（昭和13年）7月から9月にかけ、陸軍兵器本廠の委託により700機が生産された。1938年9月には陸軍工兵学校に実用試験が依頼された。結果は十分な実用価値があるというもので、制式化がすすめられた。1938年8月から11月のあいだ、中北支でこの兵器を運用する各部隊に巡回指導が行われた。この間にも改修点が見つかった。そこで1939年（昭和14年）1月、試験に基づき改修を済ませ、千葉県八柱演習場で実用試験を行った。結果は良好であり、これを受けて1939年6月審査終了となった。

## 試験・運用結果
1939年（昭和14年）1月の陸軍工兵学校からの評価には以下のものがある。本機の構造と取り扱いは簡単であり、運搬は容易である。性能は強烈な震撼力を特徴とし、同時に地域的な破壊力を持っている。工兵の肉薄破壊作業の援護には欠かせない機材である、としている。
1938年（昭和13年）10月中旬、工兵第16連隊は沙窩南方に位置する大別山中での戦闘で本機を使用し、大きな効果があった。また第13師団では、同年同月の将軍寨高地攻略にあたり本機を投入した。これには期待以上の大きな効果があり、突撃部隊と協調して使用することで特に効果が増幅された。投擲機は遂次陣地を攻撃、歩兵はこれに追従した。陣地は幾重にも敷かれていたが奪取に成功し、味方の損害は最小限にとどめられた。
投擲機は、徳安付近の迂回作戦に投入されて効果を現した。
投擲機は二軒家の戦闘で投入された。付近は側防重火器で堅固に防御されており、第101師団歩兵第149連隊第1大隊がこれに対して攻撃を実施した。しかし攻略に時間をとられれば、後方の渡河地点を遮断されるおそれがあった。工兵第101連隊第1中隊の鳥海小隊は敵前50mに前進し、本機で爆薬を投擲した。小隊は敵の攻撃が怯んだ際に肉薄、爆薬を投入し、さらに歩兵も突入して占領を完了した。
本機は西山付近の戦闘に投入された。西山一帯は高地であり、鉄条網が張られ、敵陣地は円形陣地を山頂に構えた堅固なものであった。10月15日10時30分から砲兵による一時間の集中射撃を加え、ついで射程を伸ばして突撃の支援砲撃へと移行した。歩兵は突撃を開始した。この時点まで敵側からの応射は1発もなかったが、敵陣地230m前に張られた鉄条網の線に歩兵が迫ったとき、手榴弾による猛烈な反撃が行われた。友軍歩兵の一部は陣地内に突入したが、後背を断たれて突撃は失敗した。陣地内には巧妙に兵と手榴弾が配置されていた。戦況が頓挫したため工兵中隊は爆薬投擲機4機を投入して支援に当たった。陣地は突破された。
1938年（昭和13年）10月下旬、第101師団は徳安河渡河作戦を実施、工兵第101連隊は本機で直接支援に当たった。渡河中、投擲機は煙幕を張り、また側防火器の破壊を行った。
戦訓としては、本機の取り扱いは簡単であり、教育も簡単ですむ。不発も少なく、爆薬戦闘の価値は非常に大きいというものである。爆裂缶は爆薬量3.6kgである。爆風以外の殺傷効力は少なく、缶を肉厚として多少の破片効果を加えるよう具申があった。

## 投擲物
投擲爆裂缶は缶に柄をつけた形状をしている。全長は70cm、全備重量は6.4kgである。缶は鉄製で、幅、高さが12cm、厚みが3.2mm、内部に方形黄色薬2.4kgを収容している。缶と柄を接続する四角錐状の蓋の両側には、雷管挿入孔が設けられている。爆裂缶を爆発させるための点火具は必ず2個取り付けられた。投擲機での発射に際しては、緩燃導火索を6cmから8cmに切り、雷管に挿入したうえ、挿入部分をゴム綿帯で数回きつく巻いた。これは発射時のガスが雷管に入るのを防止するためである。この作業を怠ると暴発を招いた。もう一方の端に、摩擦発火式の導火索点火管を接続する。これに投擲機の点火紐乙をかける。投擲爆裂缶は距離90mから410mまで投擲された。
羽根付き破壊筒は鉄条網、軽掩蔽部分を破壊するために用いた。重量は8.5kg。全長2m、長さ850mmで翼のついた管体甲と、長さ1185mmの管体乙（九九式破壊筒と同じ）から構成され、前端に信管をつけている。筒直径は49.5mm。炸薬は二号淡黄薬2.25kgを使用する。信管の側面にはネジのような切り替え溝があり、ネジ回しで90度回転させることにより、瞬発と延期に切り替え可能だった。羽根付き破壊筒の安全装置は三段式で、安全栓、安全子、安全羽が備えられていた。安全栓は発射時に手動で除去する。安全子は発射の衝撃で自動除去され、安全羽は弾道飛行中に風圧で回転し、予定数回転すると信管を着発状態にする。射程は90mから290mである。

## 諸元と性能
- 筒径:50mm
- 筒長約:690mm
- 重量:筒7.4kg、基板15kg、止杭2.9kg
- 全備重量:84.2kg
- 投擲角:40度一定
- 投擲方向角:左右各10度
- 投擲物重量:約10kg以下
- 最大射程:爆裂缶を使用し90mから400m、柄付き爆薬では400m（重さ2.25Kg）、羽根付き破壊筒では260m